# Receita líquida
Em contabilidade (Brasil), designa-se por receita líquida a receita bruta com deduções (contas redutoras). Por exemplo, no caso de Receita Bruta de Vendas (existem outras aglutinações de Receita Bruta)
Receita bruta de Vendas =                   100.000,00
(-) Devoluções de Vendas=                     1.000,00
(-) Descontos Comerciais =   500,00
(-) Impostos incidentes sobre vendas =       40.000,00
(=) Receita Líquida =                            58.500,00
Da Receita Líquida, podem ser feitas ainda as seguintes deduções:
(=) Receita Líquida = 58.500,00
(-) Custos =      30.000,00
(=) Lucro bruto = 28.500,00
(-) Despesas =    20.000,00
(=) Lucro líquido= 8.500,00
Não se deve confundir Receita Líquida com Faturamento Liquido.
Faturamento líquido é o total do faturamento (faturas), deduzidos dos impostos em substituição (IPI Faturado e ICMS Substituição, por exemplo), categoria diferente dos impostos sobre vendas (ICMS).